# I’ve Been Waiting for You
Az I’ve Been Waiting for You című dal a svéd ABBA együttes 1974-ben megjelent ABBA albumáról kimásolt kislemeze. A dal B. oldalán az előző dal, a So Long kapott helyet.

## Megjelenések
7"  Svédország  Polar – POS 1195
- A So Long	3:04
- B I've Been Waiting For You 3:38

## Feldolgozások
- Az ír popcsapat, a Gina, Dale Haze and the Champions 1977-ben a saját változatukat jelentették meg, mely az ír kislemezlistán benne volt a Top 10-ben.[4]
- A svéd Nashville Train 1977-es Our Way című albumukon található a dal saját előadásukban.
- A dal az Arrival nevű popcsapat 1999-es First Flight című albumukon is szerepel.

## Felhasználása egyéb médiában
- A dal hallható az ABBA: The Movie című koncertfilmben is.